# 古兵予備軍団

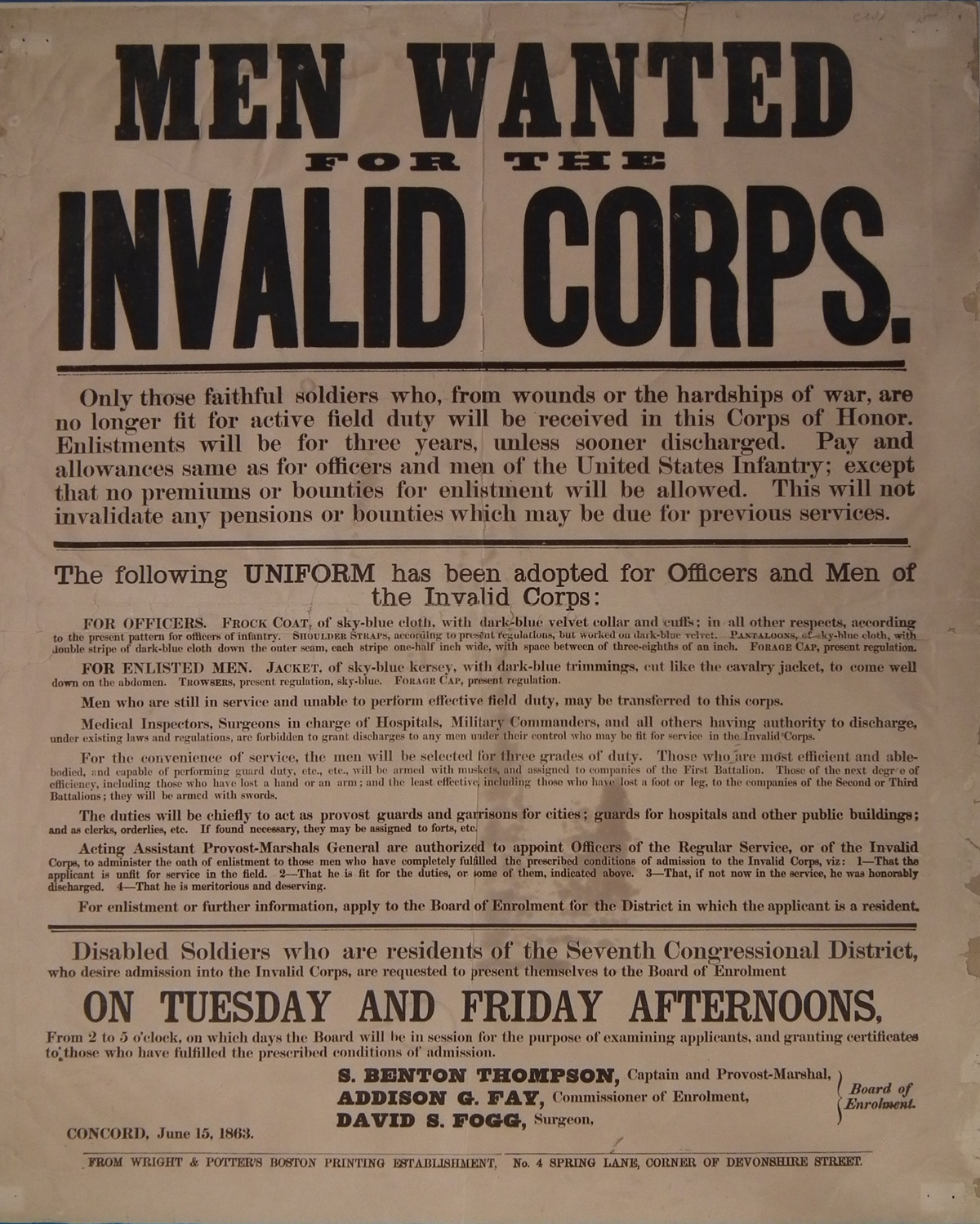
傷病兵軍団の募集告知（1863年）

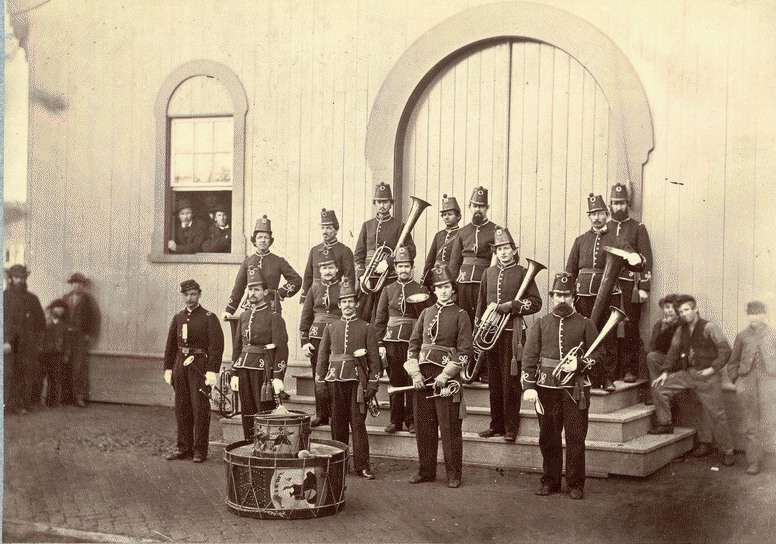
第10古兵予備軍団軍楽隊（1865年）

古兵予備軍団（Veteran Reserve Corps）は、南北戦争中のアメリカ合衆国軍（北軍）が設置した予備役部隊である。当初は傷病兵軍団（Invalid Corps）と称された。何らかの障碍を負っていたり衰弱した軍人および元軍人を集め、前線で必要とされる健常な兵士らに代わって軽作業等に従事させることを目的とした。

## 傷病兵軍団
傷病兵軍団は、1863年4月28日の戦争省一般命令105号（General Order No. 105）に基づいて設置された。なお、これに先立つアメリカ独立戦争中の1777年から1783年にかけて、ルイス・ニコラのもとで類似の部隊が設置されたことがある。南北戦争期の傷病兵軍団は、作戦行動中の負傷や病気のために野戦任務に従事することができなくなった軍人のうち、守備任務や軽作業に従事する能力を未だ持ち、なおかつ上官によって十分な功績を認められた者を集め、軍事的・半軍事的な任務に従事させることを目的とした。

### 資格
傷病兵軍団の隊員は2つの等級（classes）に分けられた:
- 1級 - 部分的な障害を負った傷病兵のうち、残りの兵役期間を満了するため、傷病兵軍団に直接転属した者
- 2級 - 負傷、病気、その他の障害のために除隊したものの、軽度の軍事的任務に従事する能力を持ち、また従事することを望んでいる者

戦争が進むにつれて、傷病兵軍団への転属者と除隊等による兵力損失が釣り合わなくなってきたので、最終的には陸軍ないし海兵隊で問題を起こさず2年間勤務をした者を対象に、障害の有無に関わらず傷病兵軍団への参加が義務付けられた。
彼らはまず第15マサチューセッツ歩兵連隊の名簿に名前が掲載され、その後に1級隊員として傷病兵軍団に転属した。

## 古兵予備軍団
1864年3月18日付の一般命令111号により、傷病兵軍団は古兵予備軍団に改称された。傷病兵軍団（Invalid Corps）のイニシャルと同じI.C.というスタンプが、廃品（Inspected-Condemned）を意味するものとして使われており、この部隊名が士気に悪影響を与えていると考えられたためである。古兵予備軍団の隊員は2種類の大隊のいずれかに所属した。一等大隊には障害が比較的軽く、マスケット銃を扱う能力と行軍する能力を維持した者が所属し、警衛や憲兵（Provost）としての任務に従事した。二等大隊はより深刻な障害、例えば手足の切断やその他の大怪我を負った者が所属し、料理人、倉庫番、看護師、公共施設の警備員などとしての任務に従事した。

## 制服

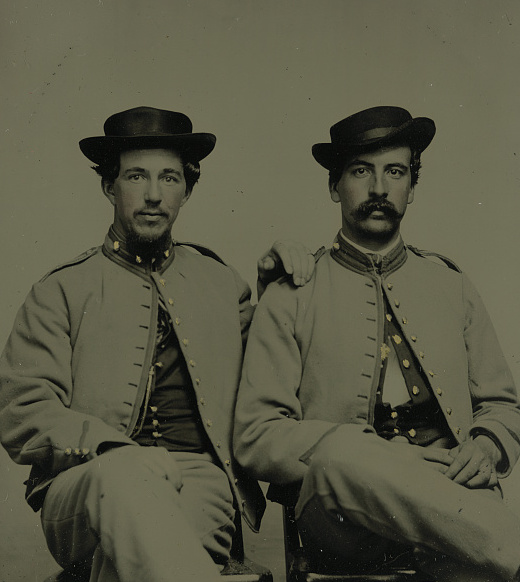
第21VRC歩兵連隊B中隊のウィリアム・リミング兵卒（左）と氏名不詳の兵士

傷病兵軍団の隊員は一般部隊とは異なる制服を着用した。1863年5月15日付の一般命令124号では、制服について次のように定めている。
傷病兵軍団においては次のような制服が採用された。ジャケット:空色のカルゼ地、紺色のトリム、騎兵用ジャケットと同型の裁断、腰/腹部にかかる丈。ズボン:現行の規則に基づく。空色。略帽：現行の規則に基づく。
The following uniform has been adopted for the Invalid Corps: Jacket: Of sky-blue kersey, with dark-blue trimmings, cut like the jacket of the U.S. Cavalry, to come well down on the loins and abdomen. Trousers: Present regulation, sky-blue. Forage cap: Present regulation.
階級章の裏布はトリムと同じ紺色だった。
通常部隊と同様に紺色の作業服が着用される場合もあった。略帽には歩兵科の兵科章、連隊番号、中隊番号を示す記章が取り付けられた。
将校にはフロックコートが支給された。布地は空色で、襟および袖口は紺色のベルベットだった。それ以外はおおむね通常の歩兵科将校の軍装に倣ったものだった。ショルダーストラップも同型だったが、布地は紺色のベルベットだった。パレードの際には金色のエポレットを着用した。空色のフロックコートは汚れが目立ちやすかったので、後には通常部隊と同様の紺色のフロックコートの着用が許可された。また、将校の中には、フロックコートを制服やシェルジャケットに改造する者もいた。終戦の時点でも、将校には空色のフロックコートを着用している者が多かった。

## 組織
古兵予備軍団は24個連隊を擁し、これらの連隊から1個師団および3個旅団が編成された。当初、各連隊は6個一等大隊中隊、4個二等大隊中隊から成っていたが、戦争末期には必ずしもこの編成方法が厳守されなかった。例えば、1864年春から初夏にかけてのバージニア州方面の作戦および同年夏から秋にかけてのワシントンD.C.近郊の戦いに従事した第18連隊は、6個二等大隊中隊のみで構成されていた。
一等大隊員は二等大隊員の2倍から3倍程度おり、多種多様な任務に従事した。彼らはジョンソンズ島、オハイオ、エルマイラ、ポイント・ルックアウトを始めとする各地の捕虜収容所に看守として派遣されていた。バウンティ・ジャンパーの取締や徴兵の執行に関連し、憲兵隊長（Provost marshal）の補佐も行った。前線と後方の間の交代兵員、新規入隊者、捕虜の護送も担当した。鉄道の警備のほか、ワシントンD.C.での警邏なども担当しており、1864年7月のジュバル・アーリー将軍によるスティーブンス砦襲撃に際しては市街の防衛にも参加した。
戦争を通じて、60,000人以上の陸軍将兵が古兵予備軍団にて勤務し、1,700人が勤務中に死亡している。また、このうち24人は戦闘に参加して戦死したものである。アメリカ連合国軍（南軍）でも類似の傷病兵部隊が設置され、数千人が参加したものの、古兵予備軍団ほどの組織化はされていなかった 。
1865年7月7日、マクネア砦にてリンカーン大統領暗殺事件の共謀者4人（メアリー・サラット、ルイス・パウエル、デイヴィッド・ヘロルド、ジョージ・アツェロット）の絞首刑が執行されたが、これを担当したのは第14古兵予備連隊F中隊から派遣された4人の兵士だった。
南北戦争の終結に伴う予備役組織の必要性の低下のため、古兵予備軍団の部隊は1866年までにほとんど解散した。1866年7月、常備軍の再編によって古兵予備軍団から4個連隊が設置された。1869年3月の再編でこれらの連隊が他の連隊と統合されたことで、古兵予備軍団は完全に消滅した。